# 斯坦顿 (肯塔基州)
斯坦顿（英語：Stanton），是美国肯塔基州的一座城市。建立于1854年，面积约为5.4平方公里（2.1平方英里）。根据2010年美国人口普查，该市的人口为2,733人。